# Eliud Kipchoge
Eliud Kipchoge EGH (* 5. listopadu 1984, Kapsisiywa, blízko Kapsabetu) je keňský sportovec, atlet, jenž se věnuje běhům na dlouhých tratích. Je mistrem světa v běhu na 5000 metrů z roku 2003 a olympijským vítězem v maratonu z roku 2016 a 2020. V současnosti je také držitelem světového rekordu v maratonském běhu výkonem 2:01:09 hodiny, zaběhnutým v Berlíně roku 2022. Zároveň je také držitelem neoficiálního rekordu a prvního času na této trati pod hranicí 2 hodin (1:59:40,2 hodiny, kterého dosáhl ve Vídni dne 12. října 2019), tento výkon však nemůže být uznán jako oficiální světový rekord.

## Sportovní kariéra

### Na dráze
Na Mistrovství světa v atletice 2003 získal zlatou medaili v běhu na 5 km časem 12:52,79 min, když o čtyři setiny sekundy předběhl Hišáma Al-Karúdže z Maroka. O rok později doběhl v olympijském finále na této trati na třetím místě. Při světovém halovém šampionátu v roce 2006 získal bronzovou medaili v běhu na 3000 metrů. Z mistrovství světa v Ósace v roce 2007 si přivezl stříbrnou medaili za druhé místo v závodě na 5000 metrů. Stejného úspěchu na této trati dosáhl i o rok později na olympiádě v Pekingu.

### Maratonec
Po pekingské olympiádě se začal věnovat především silničním běhům, z roku 2012 pochází jeho osobní rekord na půlmaraton, který zaběhl v čase 59:25. O rok později vytvořil v Berlíně svůj osobní rekord na maratonské trati 2:04:05. Tento výkon vylepšil o dalších 5 sekund při svém startu na berlínském maratonu v roce 2015. V olympijské sezoně 2016 nejprve vylepšil svůj nejlepší výkon v maratonu na 2:03:05 (při londýnském maratonu). V srpnu téhož roku se v Rio de Janeiro stal olympijským vítězem v maratonu. V roce 2017 se pokusil v projektu Breaking2 prolomit hranici dvou hodin, za touto hranicí zaostal 25 sekund, což se pokusil napravit na dalším podobném projektu, INEOS159, který se uskutečnil dne 12. října 2019 ve Vídni. Zde pokořil hranici 2 hodin a časem 1:59:40 vytvořil neoficiální nejlepší výkon všech dob (nikoliv ale světový rekord). Na podzim roku 2018 rovněž překonal světový rekord v maratonu v Berlíně, když doběhl v čase 2:01:39.  Tento svůj světový rekord překonal 25. září 2022 na Berlínském maratonu s časem 2:01:09.

## Vyznamenání
- Řád zlatého srdce Keni II. třídy – Keňa, 2019[7][8]

## Osobní rekordy
| Disciplína | Čas (výsledek) | Datum          | Místo                          |
| ---------- | -------------- | -------------- | ------------------------------ |
| 1500 m     | 3:36.25        | 18. ledna 2006 | Birmingham, Spojené království |
| 3000 m     | 7:29.37        | 5. ledna 2011  | Stuttgart, Německo             |
| 2 míle     | 8:07.39        | 18. ledna 2012 | Birmingham, Spojené království |
| 5000 m     | 12:55.72       | 11. ledna 2011 | Düsseldorf, Německo            |

| Disciplína           | Čas (výsledek) | Datum             | Místo                      |
| -------------------- | -------------- | ----------------- | -------------------------- |
| 1500 m               | 3:33.20        | 31. května 2004   | Hengelo, Nizozemsko        |
| 1 míli               | 3:50.40        | 30. července 2004 | Londýn, Spojené království |
| 3000 m               | 7:27.66        | 6. května 2011    | Dauhá, Katar               |
| 2 míle               | 8:07.68        | 4. června 2005    | Eugene, USA                |
| 5000 m               | 12:46.53       | 2. července 2004  | Řím, Itálie                |
| 10 000 m             | 26:49.02       | 26. května 2007   | Hengelo, Nizozemsko        |
| 10 km (silniční běh) | 28:11          | 27. září 2009     | Utrecht, Nizozemsko        |
| 10 km (silniční běh) | 26:54          | 31. prosince 2006 | Madrid, Španělsko          |
| Půlmaraton           | 59:25          | 1. září 2012      | Lille, Francie             |
| 30 km                | 1:27:13        | 24. dubna 2016    | Londýn, Spojené království |
| Maraton              | 2:01:09        | 25. září 2022     | Berlín, Německo            |
| Maraton              | 1:59:40        | 12. října 2019    | Vídeň, Rakousko            |